# Bac de Marsassoum
Der Bac de Marsassoum war eine motorisierte Autofähre mit einer Tragfähigkeit von 100 Tonnen über den Fluss Soungrougrou bei der Stadt Marsassoum im Département Sédhiou der Region Sédhiou. Es handelt sich um eine Doppelendfähre mit Landungsklappen an beiden Enden (Bugrampe und Heckrampe). Der Soungrougrou markiert an dieser Stelle die Grenze zwischen den Regionen Ziguinchor im Westen und Sédhiou im Osten. Die Fähre bildete im Zuge der Regionalstraße R 21 die Verbindung zwischen dem Département und dem Westen der Casamance, wo die Nationalstraße N 4 nach Bignona und Ziguinchor führt.
Marsassoum ist wie das ganze Département Sédhiou durch die Unterläufe des Casamance-Flusses und des Soungrougrou fast vollständig umschlossen und so vom Rest Senegals auf dem Landweg schlecht erreichbar. Bei Marsassoum bildet der Soungrougrou zusammen mit seiner amphibischen und mit Mangroven bestandenen Uferzone ein 3500 Meter breites Hindernis nach Westen. Um die Passage dennoch zu ermöglichen, wurde am Westufer für die R 21 ein Straßendamm aufgeschüttet, der 2000 Meter durch das Mangrovengebiet führt und weitere 1000 Meter in das Flussbett hineinreicht. Zwischen den Fährrampen an der verbleibenden Flussöffnung von 460 Meter, die der Gezeitenströmung ausgesetzt ist, pendelte der Bac de Marsassoum als Doppelendfähre von 8:30 Uhr bis 18:00 Uhr viermal täglich hin(12° 50′ 15″ N, 15° 59′ 13″ W) und her(12° 50′ 5″ N, 15° 59′ 2″ W). Der Fährbetrieb war sehr störanfällig. Die Gefahr eines Ausfalls der Fähre während der Fahrt bestand jederzeit. Die Fähre hier „sei wie ein Pulverfass, sie könne jederzeit untergehen“.
Am 17. Januar 2022 wurde der Pont de Marsassoum als mautpflichtige Brücke zum Ersatz der störanfällig gewordenen Fährverbindung dem Verkehr übergeben.